# Charles Auguste de Bériot
Charles Auguste de Bériot (1802-1870) là nhà soạn nhạc, nghệ sĩ đàn violin, thợ cơ khí, họa sĩ chuyên vẽ tranh phong cảnh, nhà điêu khắc người Bỉ.

## Tiểu sử
Sinh ra ở Leuven. Ông chuyển đến Pháp vào năm 1810, nơi ông học violin với Jean-François Tiby, một học trò của Giovanni Battista Viotti. Ông trở thành giáo sư tại Nhạc viện Bruxelles từ năm 1843 đến năm 1852. Sở dĩ như vậy là vì mắt của Bériot gần mù nên ông thôi việc. Lần ra mắt đầu tiên ở Paris và London của ông diễn ra vào năm 1826, sau một thời gian giảng dạy không hài lòng lẫn nhau tại Nhạc viện Paris với Pierre Baillot. Trở về Brussels, ông được phong là nghệ sĩ vĩ cầm độc tấu cho Vua William I của Hà Lan. Cuộc cách mạng năm 1830 đã chấm dứt cuộc hẹn và sau đó ông đi lưu diễn rộng rãi với ca sĩ Maria Malibran, kết hôn với bà vào năm 1836. Bà qua đời chỉ vài tháng sau cuộc hôn nhân và ông đã không tiếp tục sự nghiệp của mình trong hai năm. Năm 1842, ông từ chối chiếc ghế do Baillot bỏ trống tại Nhạc viện Paris để làm trưởng khoa vĩ cầm tại Nhạc viện Brussels. Sự mù lòa sắp xảy ra buộc ông phải nghỉ hưu vào năm 1852.

## Sáng tác
Ông đã sáng tác 10 bản concerto cho violin, đồng thời còn là tác giả của cuốn sách dạy chơi đàn violin nổi tiếng, Méthode de violon.